# Gonzalo García
Gonzalo García Torres (ur. 24 marca 2004 w Madrycie) – hiszpański piłkarz, występujący na pozycji napastnika w hiszpańskim klubie Real Madryt Castilla.

## Sukcesy

### Real Madryt
- Mistrzostwo Hiszpanii: 2023/2024

### Reprezentacja
- Brąz na Mistrzostwach Europy U-19: 2023